# Nguyễn Xuân Tỷ
Nguyễn Xuân Tỷ (sinh năm 1957) là một sĩ quan cấp cao trong Quân đội nhân dân Việt Nam, hàm Trung tướng. Ông nguyên là Phó Giám đốc Học viện Quốc phòng. Ông từng giữ chức vụ Phó Tư lệnh Quân khu 9, đại biểu Quốc hội Việt Nam khóa XIII, thuộc đoàn đại biểu Bến Tre.

## Thân thế và sự nghiệp
Ông sinh ngày 15 tháng 10 năm 1957 tại xã Mỹ Tịnh An, huyện Chợ Gạo, tỉnh Mỹ Tho (nay là tỉnh Tiền Giang)
Ngày vào Đảng Cộng sản Việt : Ngày chính thức: 10/10/1976.
- Từ 4/1974 đến 12/1974: Du kích xã Phú Kết - Chợ Gạo - Tiền Giang.
- Từ 01/1975 đến 10/1976: Đội trưởng trinh sát huyện Chợ Gạo - Tiền Giang.
- Từ 11/1976 đến 3/1978: Trợ lý dân quân tự vệ BCH QS Chợ Gạo - Tiền Giang.
- Từ 4/1978 đến 10/1978: Học viên Trường sĩ quan Lục quân 2.
- Từ 11/1978 đến 01/1979: Chuẩn úy; Học viên Trường Quân chính Quân khu 9.
- Từ 02/1979 đến 8/1979: Thiếu úy; Quyền Đại đội trưởng Đại đội 9, Tiểu đoàn 6, Trung đoàn 20, Sư đoàn 4, Quân khu 9.
- Từ 9/1979 đến 9/1982: Đại đội trưởng, Phó Tiểu đoàn trưởng, Quyền Tiểu đoàn trưởng Tiểu đoàn 5, Trung đoàn 20, Sư đoàn 4, Quân khu 9.
- Từ 10/1982 đến 3/1984: Tiểu đoàn trưởng Tiểu đoàn 5, Trung đoàn 20, Sư đoàn 4, Quân khu 9.
- Từ 4/1984 đến 9/1986: Phó tham mưu trưởng, Phó Trung đoàn trưởng - Tham mưu trưởng Trung đoàn 20, Sư đoàn 4, Quân khu 9.
- Từ 10/1986 đến 7/1988: Học viên Trường Văn hóa Quân khu 9 và Học viện Lục quân.
- Từ 8/1988 đến 8/1994: Trung đoàn trưởng Trung đoàn 20, Phó Tham mưu trưởng, Phó Sư đoàn trưởng – Tham mưu trưởng Sư đoàn 4, Quân khu 9, Thường vụ Đảng ủy Sư đoàn.
- Từ 9/1994 đến 11/1996: Học viên Học viện Quốc phòng.
- Từ 12/1996 đến 11/2002: Phó Phòng,Trưởng phòng Tác chiến Bộ Tham mưu Quân khu 9; Đảng ủy viên Bộ tham mưu.
- Từ 12/2002 đến 8/2003: Phó Tham mưu trưởng Quân khu 9; Đảng ủy viên Bộ tham mưu.
- Từ 9/2003 đến 12/2004: Học viên Học viện Quốc phòng, Phó Tham mưu trưởng Quân khu 9.
- Từ 01/2005 đến 9/2007: Chỉ huy trưởng Bộ Chỉ huy Quân sự tỉnh Tiền Giang; Ủy viên Thường vụ Tỉnh ủy, Phó Bí thư Đảng ủy Quân sự tỉnh Tiền Giang.
- Từ 10/2007 đến 5/2009: Tham mưu trưởng, Bí thư Đảng ủy Bộ Tham mưu; Phó Tư lệnh Quân khu 9 , Đảng ủy viên Quân khu.
- Từ 5/2009, bổ nhiệm giữ chức Phó tư lệnh Quân khu 9 thay Thiếu tướng Nguyễn Văn Lưỡng nghỉ hưu.
- Từ 1/2015, bổ nhiệm giữ chức Phó Giám đốc Học viện Quốc phòng thay Trung tướng Nguyễn Văn Tuyên nghỉ hưu.
Tháng 12-2017, ông nghỉ chờ hưu

## Lịch sử thụ phong quân hàm
| Năm thụ phong | 1980                                         | 1982                                                | 1984                                      | 1987                                    | 1990                                                 | 1994                                      | 1998                                             | 9-2008                                          | 6-2015                                               |
| ------------- | -------------------------------------------- | --------------------------------------------------- | ----------------------------------------- | --------------------------------------- | ---------------------------------------------------- | ----------------------------------------- | ------------------------------------------------ | ----------------------------------------------- | ---------------------------------------------------- |
| Quân hàm      | Tập tin:Vietnam People's Army Lieutenant.jpg | Tập tin:Vietnam People's Army Senior Lieutenant.jpg | Tập tin:Vietnam People's Army Captain.jpg | Tập tin:Vietnam People's Army Major.jpg | Tập tin:Vietnam People's Army Lieutenant Colonel.jpg | Tập tin:Vietnam People's Army Colonel.jpg | Tập tin:Vietnam People's Army Senior Colonel.jpg | Tập tin:Vietnam People's Army Major General.jpg | Tập tin:Vietnam People's Army Lieutenant General.jpg |
| Cấp bậc       | Trung úy                                     | Thượng úy                                           | Đại úy                                    | Thiếu tá                                | Trung tá                                             | Thượng tá                                 | Đại tá                                           | Thiếu tướng                                     | Trung tướng                                          |